# Желимлє
Желимлє (словен. Želimlje) — поселення в общині Шкофліца, Осреднєсловенський регіон, Словенія. 
Висота над рівнем моря: 335,7 м.